# Симо Јаковић
Симо Јаковић (Нова Варош, 1800 – Ивањица 1862) је био капетан моравички и оснивач Ивањице.

## Живот и рад
Симо Јаковић се прво бавио трговином стоке. Сам је научио писање и читање и сналазио се у трговачким пословима. Био је познат у моравичком и нововарошком крају. Кнез Милош га је 5. фебруара 1833. годиине поставио за капетана моравичког у Старом Влаху на место смењеног Ђока Јованчевића. Почео је са оснивањем Ивањице са леве стране реке Моравице, под Глијечким брдом и Раваном. До тада су се на том месту налазили муслимански поседи. За кратко време, Ивањица је постала центар среза.
Наредне 1834. године, Сима је почео да парцелише варош, да пресеца улице, да одређује где ће бити градња кућа, дућана и занатских радњи. Исте године јавио је у Чачак господару Јовану да се „на Ивањици гради чаршија“. У првим годинама свог старешинства отворио је основну школу, прву у моравичком крају, и подигао цркву. Када је кнез Милош први пут смењен, Симо бива смењен, одлази у затвор и бива прогнан у Травник. Због протеста угледних људи ослобођен је и вратио се у Ивањицу. Најпре добија малу пензију али по повратку кнеза Милоша на власт, рехабилитован је и добија чин мајора и већу пензију.
Симо Јаковић умро је 1862. године, сахрањен је у црквеној порти. По њему је названа једна улица у Ивањици и Јаковића поље.